# جووانی فراتینی
جووانی فراتینی (به ایتالیایی: Giovanni Frattini) ‏(۸ ژانویه ۱۸۵۲ – ۲۱ ژوئیه ۱۹۲۵ در رم) ریاضیدان اهل ایتالیا بود. او به ویژه به خاطر دستاوردهایش در زمینه نظریه گروه‌ها نامبردار است.

## زندگی و کارنامه
فراتینی تحصیلات مقدماتی و دانشگاه را در شهر خود رم گذراند و در دانشگاه همان شهر زیر نظر استادانی همچون ائوجنیو بلترامی، لوییجی کرمونا و جوزپه باتالینی به تحصیل ریاضیات پرداخت و درجه دکتری را تحت سرپرستی باتالینی و بلترامی دریافت کرد. پس از آن در سیسیل و سپس در مدرسه صنعتی ویتربو به تدریس پراخت. در ۱۸۸۱ به رم بازگشت و در سال ۱۸۸۴ در مدرسه نظامی ای که به تازگی در آنجا بنیان گذاشته شده بود استاد ریاضیات شد. به دلیل چاپ مقالات قابل توجه، او توانست شغل استادی دانشگاه ناپل را به دست آورد ولی این پیشنهاد را به دلایل خانوادگی رد کرد.
در دهه ۱۸۸۰ او زیر تأثیر کارهای کامیل ژردان مقاله‌های پرشماری را دربارهٔ نظریه گروه‌ها به چاپ رساند. به ویژه در سال ۱۸۸۵ مفهوم زیر گروه فراتینیِ یک گروه متناهی را معرفی نمود که برابر اشتراک همه زیرگروهای ماکزیمال یک گروه متناهی است و نشان داد که این گروه پوچتوان است. برای نشان دادن این مطلب، او اثباتی آورد که امروزه به بحث فراتینی نامبردار است. افزون بر نظریه گروه‌ها او پژوهش‌هایی در زمینه هندسه دیفرانسیل و نظریه اعداد نیز داشته‌است.